# Línia R2 (Rodalia de Barcelona)
La línia R2 és un grup de serveis ferroviaris de rodalia que forma part de Rodalies de Catalunya, operat per Renfe Operadora, que circula per les línies de ferrocarril d'ample ibèric propietat d'Adif. El servei connecta les estacions de Sant Vicenç de Calders i Maçanet-Massanes i també és anomenat línia de la costa, al tram sud, o línia de l'interior, tram nord.
El 2009 es va subdividir el servei en R2 (Castelldefels-Granollers), R2 Nord (Aeroport-Maçanet) i R2 Sud (Sant Vicenç - Estació de França), i es va tancar l'R10.

Esquema general de la línia R2.

## Història

### Rodalia
El 1980 Renfe va crear Cercanías, en el marc d'un pla de millores per "trencar la mala imatge de Renfe", que va suposar la instauració de 162 serveis de rodalia nous i la millora d'altres existents, el Plan General Ferroviario va suposar la modernització de la xarxa. El 1984 la companyia va passar a organitzar-se en unitats de negoci creant Cercanías Renfe, posteriorment Rodalies Renfe a Catalunya, i l'any 1985 es va reoganitzar i va sorgir un nou disseny per al servei de rodalia.
Anteriorment Renfe Operadora utilitzava una C de Cercanías per numerar les línies, en aquest cas C2. Posteriorment van conviure amb la R de Rodalia fins al traspàs del servei de "Rodalia Barcelona" a la Generalitat de Catalunya, que es va fer efectiu l'1 de gener de 2010, i la lletra R va passar a ser l'única lletra distintiva dels serveis de rodalia de Barcelona.

### Línia
A la història de l'actual línia R2 es distingeixen tres etapes molt diferenciades: secció nord, secció sud i ramal de l'aeroport.
Els orígens de la secció nord d'aquesta línia es remunten al 1854, quan es va inaugurar la primera secció des de Barcelona fins a Granollers. Posteriorment la línia seria prolongada fins a Maçanet l'any 1860 i arribaria a Girona el 1862. La necessitat de connectar amb la xarxa ferroviària europea determinaria la construcció d'una nova prolongació fins a Figueres (1877) i fins a Portbou (1878) on des de llavors (i fins a l'entrada en servei de la nova línia d'alta velocitat) es realitza l'enllaç amb la xarxa ferroviària francesa. Al llarg del temps la línia ha estat modernitzada amb actuacions tan destacables com la seva electrificació a partir dels anys 50 o la nova travessia urbana de Girona.
Per la seva part, els orígens de la secció sud es remunten al 1881 amb l'entrada en servei de la línia de Barcelona a Vilanova, que s'iniciava originàriament al Port de Barcelona i servia aquella població després de travessar, per mitjà de nombrosos túnels, el massís del Garraf. Posteriorment la línia seria ampliada fins a Calafell (1882) i Valls (1883) i enllaçaria amb les línies de Tarragona i Lleida. Al llarg del segle xx la línia ha estat modernitzada amb la construcció de la doble via i molt especialment amb la seva electrificació a partir dels anys 50.
El ramal de l'aeroport va ser inaugurat el 1975 com una nova línia llançadora que comunicava directament el centre de Barcelona (estació de Sants) amb l'aeroport, encara que posteriorment s'hi afegirien noves parades a Bellvitge i al Prat de Llobregat. Avui dia el servei del ramal es troba integrat dins els serveis de l'R2 Nord, i molts trens provinents de Sant Celoni i Maçanet, després de travessar la ciutat de Barcelona, quan arriben a l'estació del Prat de Llobregat es deriven a un curt ramal de via única que arriba fins a la T2 de l'aeroport. Actualment hi ha el projecte d'un nou ramal, amb un túnel de nova construcció sota les pistes, que servirà les dues terminals de l'aeroport.

## Característiques generals

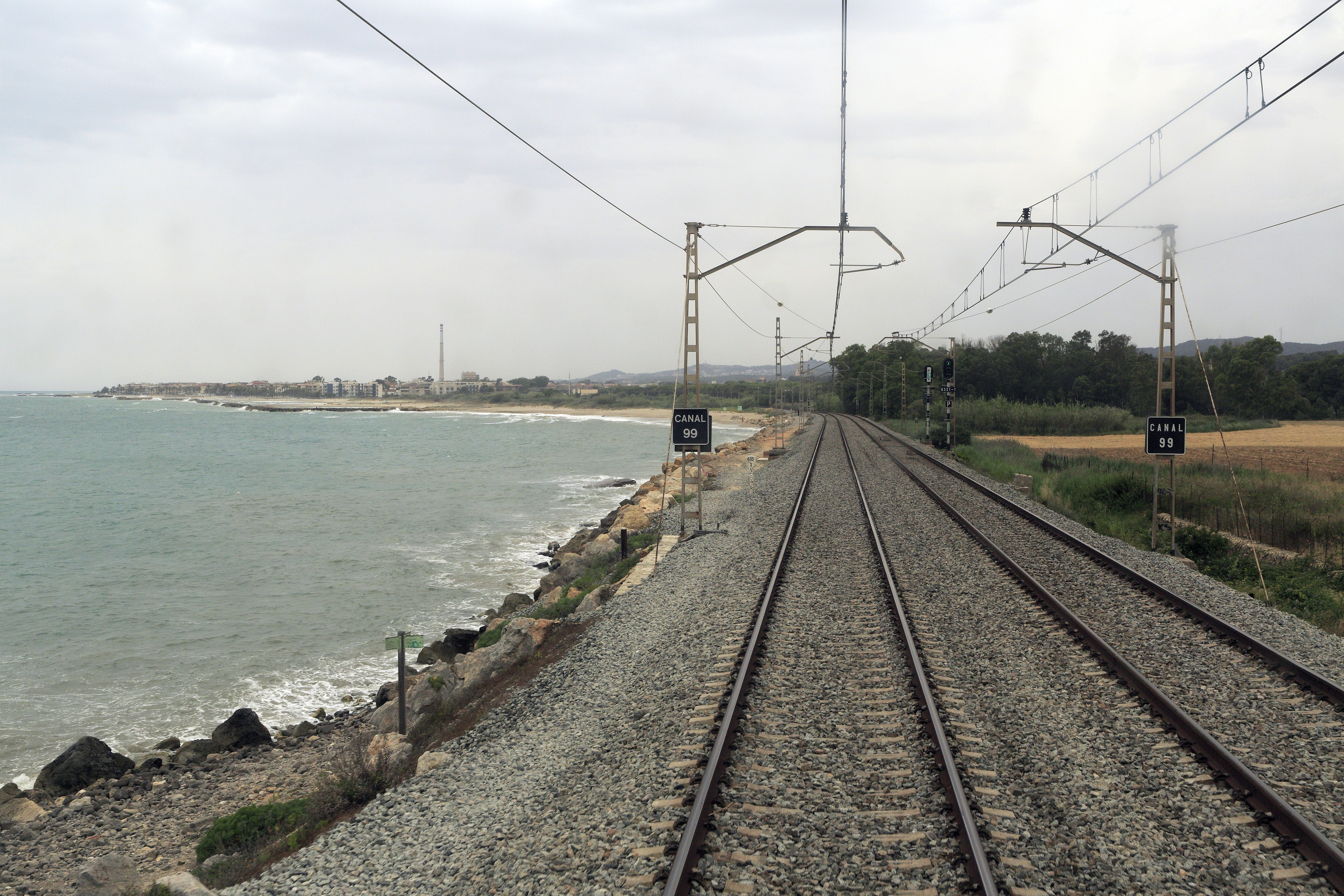
Traçat del tren a Cubelles.

Estació de Sitges.

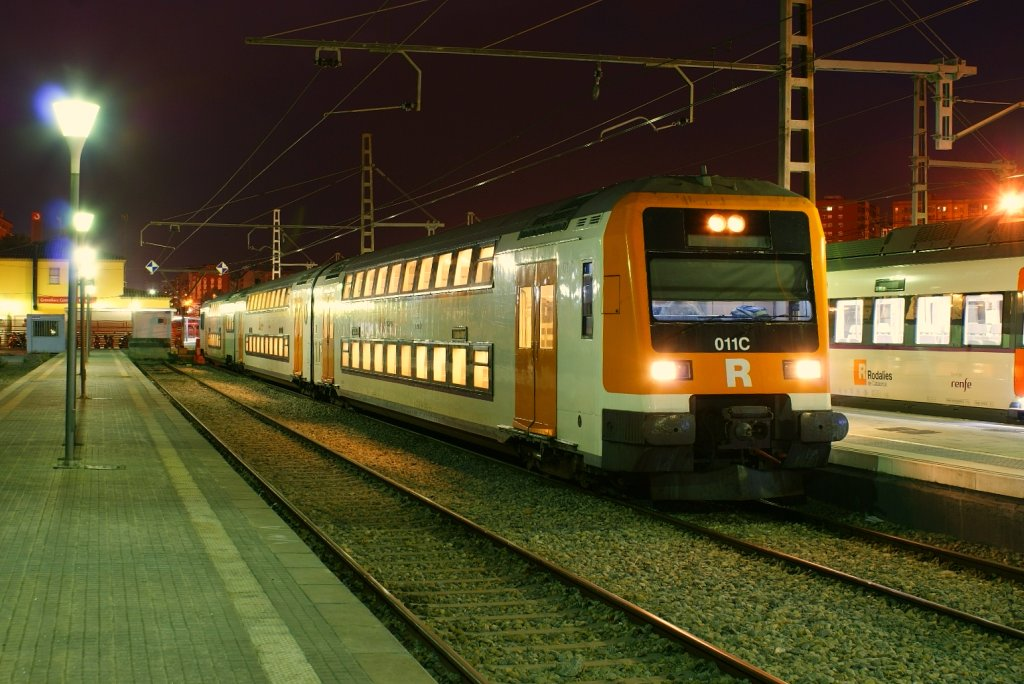
Estació de Granollers Centre.

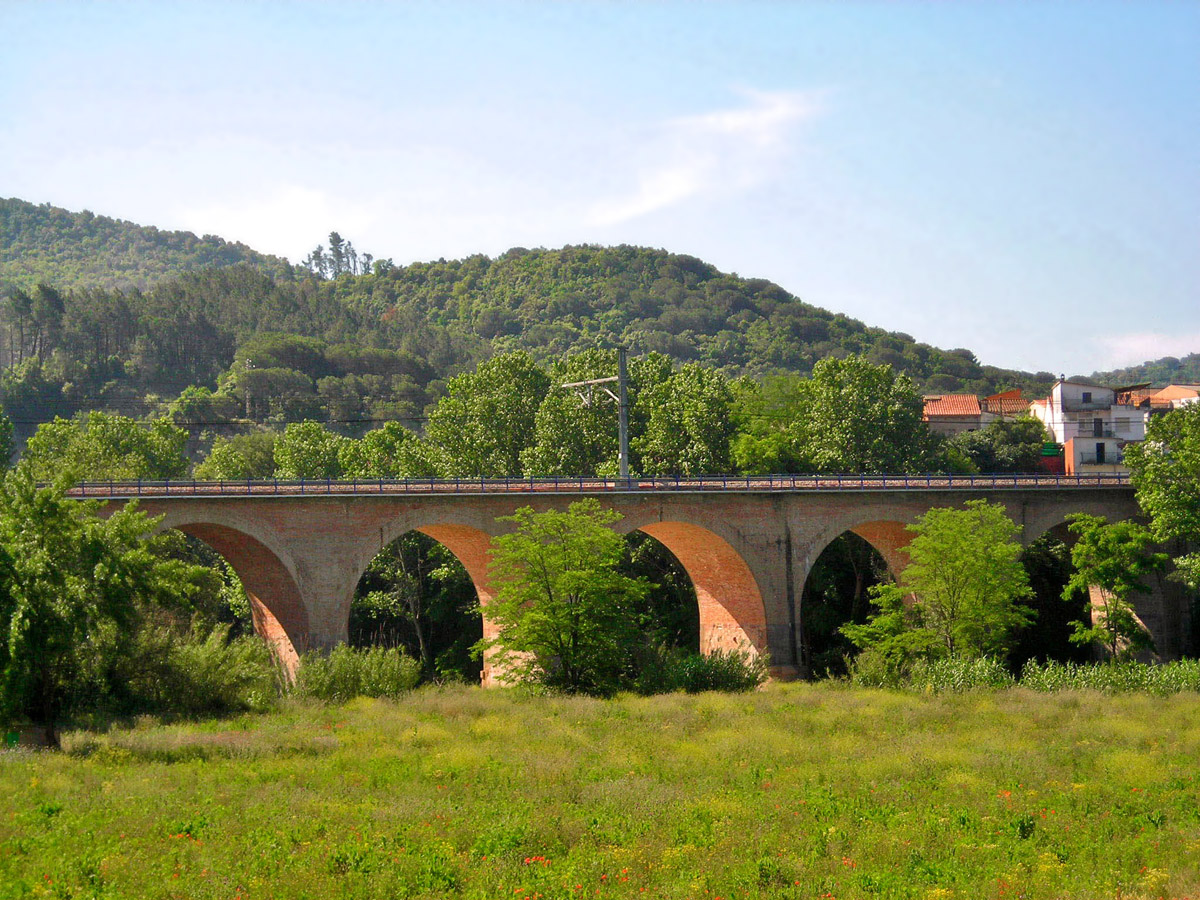
Pont a Sant Celoni.

Transporta 35 milions de passatgers per any. Transporta de mitjana 125.948 viatgers en dia laborable i circulen una mitjana de 261 trens cada dia laborable de les sèries 450, 451 i Civia (463, 464 i 465). Un total de 130,7 quilòmetres de longitud fins fent parada a 34 estacions. Té connexions amb les línies R1, R3, R4, R8 i serveis regionals de Rodalies de Catalunya, serveis d'alta velocitat i llarga distància i metro de Barcelona.
El servei transcorre principalment per les següents línies de ferrocarril:
- Línia Barcelona-Vilanova-Valls, en el tram entre Sant Vicenç de Calders i Barcelona.
- Línia Barcelona-Portbou, en el tram entre Barcelona i Maçanet-Massanes
- Línia el Prat - Aeroport.

Les estacions terminals són Sant Vicenç de Calders i Vilanova i la Geltrú (R2 Sud) per una banda i Estació de França per una altra; Castelldefels i Granollers Centre (R2); L'Aeroport per una banda i Sant Celoni i Maçanet-Massanes per l'altra (R2 Nord).

## Estacions
Hi ha cinc estacions de la línia que estan incloses en l'Inventari del Patrimoni Arquitectònic Català: 
- Estació de França
- Castelldefels
- Gavà
- Vilanova i la Geltrú
- Montmeló

| Estació                        | Municipi                    | Correspondències | Zona         | Zona ATM     |
| ------------------------------ | --------------------------- | ---------------- | ------------ | ------------ |
| Sant Vicenç de Calders         | El Vendrell                 |                  | 6            | 6A           |
| Calafell                       | Calafell                    |                  | 5            | 5A           |
| Segur de Calafell              | Calafell                    |                  | 5            | 5A           |
| Cunit                          | Cunit                       |                  | 5            | 5A           |
| Cubelles                       | Cubelles                    |                  | 5            | 4A           |
| Vilanova i la Geltrú           | Vilanova i la Geltrú        |                  | 4            | 4A           |
| Sitges                         | Sitges                      |                  | 4            | 3A           |
| Vallcarca                      | sense servei                | sense servei     | sense servei | sense servei |
| Garraf                         | Sitges                      |                  | 3            | 2A           |
| Platja de Castelldefels        | Castelldefels               |                  | 2            | 1            |
| Castelldefels                  | Castelldefels               |                  | 2            | 1            |
| Gavà                           | Gavà                        |                  | 2            | 1            |
| Viladecans                     | Viladecans                  |                  | 2            | 1            |
| Aeroport - T2                  | El Prat de Llobregat        |                  | 1            | 1            |
| El Prat de Llobregat           | El Prat de Llobregat        |                  | 1            | 1            |
| Bellvitge \| Gornal            | Hospitalet de Llobregat     |                  | 1            | 1            |
| Barcelona Sants                | Barcelona                   |                  | 1            | 1            |
| Passeig de Gràcia              | Barcelona                   |                  | 1            | 1            |
| Estació de França              | Barcelona                   |                  | 1            | 1            |
| El Clot                        | Barcelona                   |                  | 1            | 1            |
| Sant Andreu                    | Barcelona                   |                  | 1            | 1            |
| Montcada i Reixac              | Montcada i Reixac           |                  | 1            | 1            |
| La Llagosta                    | La Llagosta                 |                  | 2            | 2D           |
| Mollet-Sant Fost               | Mollet del Vallès           |                  | 2            | 2D           |
| Montmeló                       | Montmeló                    |                  | 2            | 2D           |
| Granollers Centre              | Granollers                  |                  | 3            | 3D           |
| Les Franqueses Granollers Nord | Les Franqueses del Vallès   |                  | 3            | 3D           |
| Cardedeu                       | Cardedeu                    |                  | 4            | 3D           |
| Llinars del Vallès             | Llinars del Vallès          |                  | 4            | 3D           |
| Palautordera                   | Santa Maria de Palautordera |                  | 5            | 4G           |
| Sant Celoni                    | Sant Celoni                 |                  | 5            | 4G           |
| Gualba                         | Gualba                      |                  | 5            | 4G           |
| Riells i Viabrea-Breda         | Riells i Viabrea            |                  | 5            | 4G           |
| Hostalric                      | Hostalric                   |                  | 6            | 5G           |
| Maçanet-Massanes               | Maçanet de la Selva         |                  | 6            | 6E           |

## Futur
Es preveu que el tram sud de línia s'incorpori a la R1, des de Sant Vicenç de Calders fins a Bellvitge.
Igual que la línia R1, la R2 farà el recorregut Sant Vicenç de Calders - Maçanet-Massanes però per l'interior (Línia de l'interior) i l'altra per la costa. Així la R2 passaria a englobar l'antic tram nord de la mateixa línia i el tram sud-oest de la R4: Sant Vicenç de Calders fins a l'Hospitalet de Llobregat passant per Vilafranca del Penedès.
La línia R2 a Barcelona seguirà passant per l'estació de Passeig de Gràcia, cosa que no feia la línia que anava a Sant Vicenç de Calders, per Vilafranca, que passava per l'estació de Plaça de Catalunya.